# 羽永共子
羽永 共子（はなが ともこ）は、日本のミュージカル女優。東京都出身。
1977年劇団四季専科生合格。1989年退団。『コーラスライン』キャシー、『キャッツ』ボンバルリーナなどミュージカルで活動。
退団後は、劇団四季でジャズダンス講師を務めている。13年ぶりに『マンマ・ミーア!』ターニャで劇団四季の舞台に復活。
| スタブアイコン | サブスタブ | この項目は、まだ閲覧者の調べものの参照としては役立たない、俳優（男優・女優）に関連した書きかけの項目です。この項目を加筆・訂正などしてくださる協力者を求めています（P:映画/PJ芸能人）。 |